# فرودگاه کرل کانتی–تولسون
فرودگاه کرل کانتی-تولسون (به انگلیسی: Carroll County-Tolson Airport) یک فرودگاه همگانی بهره‌برداری هوایی است که یک باند فرود آسفالت دارد و طول باند آن ۱۳۱۱ متر است. این فرودگاه در کشور ایالات متحده آمریکا قرار دارد و در ارتفاع ۳۵۴ متری از سطح دریا واقع شده‌است.